# Liste von Fahrrad- und Radsport-Denkmälern in Deutschland, Österreich und der Schweiz
Liste von Fahrrad- und Radsport-Denkmälern in Deutschland, Österreich und der Schweiz.

## Schweiz
| Foto | Name                                     | Ort                            | Beschreibung und Lage | Jahr |
| --- | ---------------------------------------- | ------------------------------ | --- | ---- |
| | Le Champion                              | Aigle, Waadt                   | Abstrakte Plastik eines Rennradfahrers im Endspurt von Milcko Stack. Garten am Sitz der Union Cycliste Internationale vor dem Eingang.                                   | 2007 |
| | Fabian-Cancellara-Kreisel                | Ittigen, Bern                  | Ein überdimensionales Rennrad in goldener Farbe auf einem als Siegertreppchen gestalteten Sockel zu Ehren von Fabian Cancellara in einem Verkehrskreisel                 | 2023 |
| | Gino-Mäder-Gedenkstätte „Verbunden sein“ | La Punt Chamues-ch, Graubünden | Skulptur aus Kunstsandstein auf Granitsockel von Gügi Eugster. Unfallort am Albulapass.                                                                                  | 2025 |
| | Cyclistes                                | Lausanne, Waadt                | Skulptur dreier Rennradfahrer von Gabor Mihaly. Parc Olympique am Genfersee in Ouchy.                                                                                    | 1993 |
| Bild gesucht Die Wikipedia wünscht sich an dieser Stelle ein Bild vom hier behandelten Ort. Weitere Infos zum Motiv findest du vielleicht auf der Diskussionsseite . Falls du dabei helfen möchtest, erklärt die Anleitung , wie das geht. BW | Koblet-Kübler-Gedenkstätte               | Monteceneri, Tessin            | Findling mit Plaketten, die an die Radrennfahrer Hugo Koblet und Ferdy Kübler (seit 2018) erinnern. Wiese neben der Kapelle etwas südlich der Passhöhe des Monte Ceneri. |      |
| | Gino Mäder                               | Morbio Inferiore, Tessin       | Symbolische Bronzestatue eines Radfahrers mit Fahrrad in den Händen von Carlo Nessi.                                                                                     | 2024 |
| Bild gesucht Die Wikipedia wünscht sich an dieser Stelle ein Bild vom hier behandelten Ort. Weitere Infos zum Motiv findest du vielleicht auf der Diskussionsseite . Falls du dabei helfen möchtest, erklärt die Anleitung , wie das geht. BW | Fontauna da Nino                         | Tersnaus, Graubünden           | Dem Mountain-Biker Nino Schurter gewidmeter Dorfbrunnen mit Informationstafel nebenan zum Sportler.                                                                      | 2013 |
| | Der Pöstler                              | Zürich, Zürich                 | Bronzeskulptur eines Postboten mit Fahrrad von Rolf Brem. Auf der Terrasse des Restaurants Più bei der Sihlpost. Früher stand die Skulptur in Luzern und Meggen.         | 1985 |
| | Gedenkstein für Hugo Koblet              | Zürich, Zürich                 | Eine grabsteinartige Stele aus Stein mit der Inschrift «Hugo Koblet 1925 1964». Am Rande der Offenen Rennbahn Oerlikon                                                   | 1987 |

## Österreich
| Foto                  | Name                                 | Ort                   | Beschreibung | Jahr |
| --------------------- | ------------------------------------ | --------------------- | --- | ---- |
| Mountainbike-Skulptur | Mountainbike-Skulptur                | Molln, Oberösterreich | Eiserner Mountainbikefahrer von Johann Schmidberger jun. Die Skulptur wurde anlässlich der Eröffnung der Mountainbike-Region Nationalpark Kalkalpen 2009 auf einer Verkehrsinsel der Buseckerstraße am Mollner Ortseingang aufgestellt. Die Herstellung dauerte etwa 200 Stunden.      | 2009 |
|                       | Skulptur „Radfahrer“                 | Salzburg              | Skulptur der Künstlerin Lotte Ranft | 1992 |
|                       | Der Radfahrer – Projekt: stahl(h)art | Wien                  | Die Agendagruppe Kunst erstellte das Projekt „stahl(h)art“, bestehend aus sechs verschiedenen Objekten aus Alteisen, die in der Nähe des Gerberstegs zwischen Gregorygasse und Josef-Österreicher-Gasse an der Liesing stehen. Die Skulptur „Der Radfahrer“ stammt von Brigitte Jicha. | 2007 |

## Deutschland
| Foto | Name                                                                              | Ort                           | Beschreibung | Jahr                                 |
| --- | --------------------------------------------------------------------------------- | ----------------------------- | --- | ------------------------------------ |
| | Seilscheibenfahrrad                                                               | Alsdorf                       | Im Rahmen der Fahrradroute „Zeitschleife – Schwarzes Gold“ am Bergbaumuseum Energeticon aufgestelltes Denkmal, bestehend aus originalen Seilscheiben eines Fördergerüsts | 2023                                 |
| | Steinkreuz für verunglückten Radfahrer                                            | Apfelstädt                    | "Errichtet am 23. März 1898 durch den Erfurter Rentier Seitz zum Andenken an seinen an dieser Stelle verunglückten Sohn Bernhard. Der 18-Jährige verunglückte bei einer 'Corsofahrt hiesiger und auswärtiger Radfahrer' am 27. Juni 1897." | 1898                                 |
| | Gedenkstele für die gefallenen Radrennsportler                                    | Berlin                        | Stelenstein aus weißem Marmor. Inschrift ehemals goldfarben hinterlegt. Ursprünglich an der Radrennbahn Schöneberg aufgestellt, erhielt der Gedenkstein mit dem Abriss der Radrennbahn seinen neuen Platz auf dem Gelände des Willibald-Gebhardt-Sportzentrums Schöneberg. Die Heroisierung in der Art von Kriegerdenkmalen ist nicht unumstritten. | 1960–1969 Neuaufstellung um 2005     |
| | Ehemaliger Wettkampfturm als Denkmal zur Erinnerung an die Radrennbahn Schöneberg | Berlin-Schöneberg             | Von 1953 bis 2007 befand sich hier die Schöneberger Radrennbahn, eine der wichtigsten Freiluftbahnen der Nachkriegszeit, nach Plänen des Architekten Friedrich Schrell erbaut. Der Turm blieb als Erinnerung erhalten. | 1960                                 |
| | „Riding Bikes“                                                                    | Berlin-Tiergarten             | Im Zentrum des Wasserbeckens auf dem Fontaneplatz stand bis zur Abräumung am 1. Juli 2014 die Plastik „Riding Bikes“ von Robert Rauschenberg. Sie zeigte zwei nebeneinander montierte Fahrräder, deren Konturen von dünnen Neonröhren farbig nachgezeichnet sind. Wegen wiederholtem Vandalismus wurde die Skulptur, die der Mercedes Benz Art Collection gehört, 2014 abgebaut. | 2001 / 2014 abgebaut                 |
| Bild gesucht Die Wikipedia wünscht sich an dieser Stelle ein Bild vom hier behandelten Ort. Weitere Infos zum Motiv findest du vielleicht auf der Diskussionsseite . Falls du dabei helfen möchtest, erklärt die Anleitung , wie das geht. BW | Radrennfahrer (Konkurrenz)                                                        | Bremen                        | Die lebensgroße Figurengruppe aus Polyester und Stahl besteht aus drei Teilen: aus zwei Trainern und drei Rennradfahrern, die sich in einer extremen Wettkampfsituation befinden. Der Künstler Peter Mittler aus der Eifel. Einer der Trainer trägt die Züge von Hitler, ein anderer die von Ludwig Erhard. Da die Skulptur zum Teil aus Polyester besteht, befindet sie sich in einem schlechten Zustand (Stand 2019). | 1978                                 |
| |                                                                                   | Chemnitz                      | Am Haus Brückenstraße 21 in Chemnitz findet man ein Relief mit Szenen eines Radrennens. Es wurde 1964/65 von einer Künstlergruppe aus Johann Belz, Robert Diedrichs, Rudolf Fleischer und Rudolf Kraus geschaffen. Ähnliche Reliefs mit anderen Themen finden sich an weiteren Häusern der Straße. | 1964                                 |
| | Fahrradfahrerin                                                                   | Euskirchen                    | Skulptur von Peter Nettesheim aus Robinienholz auf der Kölner Straße, aufgestellt im Rahmen der „Skulpturengruppe auf der Verkehrsinsel“: „Die Holzfiguren haben eine grob belassene Oberfläche mit Spuren der Bearbeitung. Mit dem zurückhaltenden Farbauftrag werden stille Akzente gesetzt. Alle Gestalten ruhen in sich und leben mit dem Raum, in den sie gestellt sind. So werden auch die Betrachter in das Kunstwerk einbezogen.“ | 2006                                 |
| | August-Lehr-Standbild                                                             | Frankfurt am Main (geschätzt) | Überlebensgroßes Standbild aus Bronze, gestiftet von der Familie Opel. Die von Emil Hub entworfene Statue stand vor dem Frankfurter Waldstadion, bis sie 2008 während des Stadionumbaus verschwand, wenn auch nicht ganz spurlos: Ein abgebrochener Lorbeerzweig, den Lehr in der Hand gehalten hatte, blieb zurück. Das derzeit einzig bekannte Foto des Denkmals stammt von dem Fotografen Erich Benninghoven (1873–1965), das erst ab 2036 in der Wikipedia benutzt werden darf. | Ostern 1925 / verschollen seit 2008. |
| | „Der Radfahrer“                                                                   | Friesenheim                   | Die 2,2 Meter große Bronzestatue von Waldemar Grzimek wurde 1978 vor dem damals eröffneten Radsportzentrum in Friesenheim aufgestellt. 2024 wurde die Skulptur oberhalb der Füße abgetrennt und gestohlen. | 1978 / gestohlen 2024                |
| | „Gewidmet den Radsportlern aller Nationen “                                       | Fröndenberg                   | Das Ehrenmal steht am Anstieg zum Berg Eule in Fröndenberg. Es wurde 1989 von Gustav Kilian eingeweiht. | 1989                                 |
| | Radlträger-Denkmal                                                                | Hahnbach                      | Vor dem Oberen Tor steht das Radlträger-Denkmal. Hahnbach war früher für seine schlechten Straßen bekannt, weswegen auswärtige Radfahrer es vorzogen, ihre Fahrräder lieber zu tragen. Das bronzene Denkmal des Künstlers Peter Kuschel erinnert daran. |                                      |
| | Postliesl                                                                         | Hamburg                       | Die Briefträgerin aus Bronze von Frauke Wehberg steht mit ihrem Rad auf der Hoheluftchaussee. Ihr Startpunkt, das ehemalige Postamt, wurde Ende 2020 nach vielen Jahrzehnten geschlossen. Im Jahr 2005 wurde die Skulptur entfernt, jedoch fünf Jahre später auf Initiative des Vereins „Quartier Hoheluft e.V.“ wieder aufgestellt. | 1900                                 |
| |                                                                                   | Hannover-Kleefeld             | Die Radfahrsteine. „Weg für Radfahrer. Im Jahr 1900 erbaut vom Radfahrer Renn-Verein Hannover“. |                                      |
| |                                                                                   | Hannover-Zoo                  | Die Radfahrsteine. „Weg für Radfahrer. Im Jahr 1900 erbaut vom Radfahrer Renn-Verein Hannover“ | 1900                                 |
| | „Radfahrer“                                                                       | Haselünne                     | Eisenskulptur „Radfahrer“ von Joe Siewe (Station der Hasetaler Kunstroute) | 2005                                 |
| |                                                                                   | Hermannsburg                  | Vorm Rathaus steht die Skulptur des Gemeindedieners Timm Willem, der mit seinem Fahrrad als Ausrufer jahrzehntelang seinen Dienst versah |                                      |
| |                                                                                   | Ihrhove                       | Oll Willm, ostfriesisches Original |                                      |
| |                                                                                   | Karlsruhe                     | In der Beiertheimer Allee steht eine vom Deutschen Radfahrer-Bund aufgestellte Büste von Karl Drais, „dem Begründer des Radfahrsports in dankbarer Verehrung gewidmet“. |                                      |
| | Otto Weckerling                                                                   | Kehnert                       | Der gebürtige Kehnerter Otto Weckerling (1910–1977) war einer der erfolgreichsten Straßenrennfahrer der 1930er Jahre. Nach dem Krieg wurde er Bürgermeister seines Heimatortes. 1950 ging er mit seiner Familie nach Dortmund, wo er unter anderem als Sportlicher Leiter von Sechstagerennen tätig war. |                                      |
| |                                                                                   | Kirchzarten                   | Kirchzarten ist ein Zentrum des Mountainbike-Sports in Deutschland. Dem Black Forest Ultra Bike Marathon ist eine Steinskulptur in der Ortsmitte gewidmet. Eine weitere entstand zur MTB-WM 1995, sie steht auf einem Kreisel im Gewerbegebiet. |                                      |
| |                                                                                   | Kleinziegenfeld               | Bereits seit 1905 thront der Claudius Radfahrer auf einem Felsen über dem Ort Kleinziegenfeld in der Fränkischen Schweiz. Er wird mitsamt seiner Kleidung regelmäßig von den Dorfbewohnern gepflegt und restauriert. | 1905                                 |
| | Stolperstein                                                                      | Köln-Ehrenfeld                | Stolperstein für Radrennfahrer und NS-Opfer Albert Richter vor dem Haus Sömmeringstr. 70 (das eigentliche Wohnhaus Nr. 72 existiert nicht mehr) | 2009                                 |
| |                                                                                   | Köln-Ehrenfeld                | Gedenktafel für Radrennfahrer und NS-Opfer Albert Richter an der Rheinlandhalle in Ehrenfeld.\| Der Radsportler Albert Richter bestritt auf der Radrennbahn, die sich früher in dieser Halle befand, seine ersten Rennen. Er wohnte fußläufig entfernt in der Sömmeringstr. 72. | 2008                                 |
| |                                                                                   | Köln-Müngersdorf              | Eine Bürgerinitiative setzte sich erfolgreich für die Benennung der Bahn nach Richter ein, die seitdem ihren Namen trug. Gedenktafel für Radrennfahrer und NS-Opfer Albert Richter an der nach ihm benannten Radrennbahn in Müngersdorf. Wegen Umbaus/Neubaus ist die Tafel bis vorauss. 2027 nicht in situ. Die neue Sportstätte soll nach ihrer Einweihung den Namen Albert-Richter-Velodrom tragen. | 1996                                 |
| | Steinerne Gedenktafel an der Olympia-Eiche von Toni Merkens                       | Köln-Müngersdorf              | Toni Merkens (1912–1944) wurde 1936 Olympiasieger im Sprint auf der Bahn. Text: „Wachse zur Ehre / des Sieges rufe / zu weiterer Tat! Olympiaeiche zur / Erinnerung an / Toni Merkens Olympiasieger 1936 / im 1 KM Malfahren“ | 1948                                 |
| | Skulptur einer Fahrradfahrerin im Schlosspark Stammheim                           | Köln-Stammheim                | Teil einer Figurengruppe von Peter Nettesheim (Robinienholz, teilweise farbig gefasst) |                                      |
| weitere Bilder | Balance                                                                           | Leer (Ostfriesland)           | Skulptur von Jan Sielmann |                                      |
| | Ehrenmal der Internationalen Friedensfahrt                                        | Leipzig                       | Das Ehrenmal der Internationalen Friedensfahrt befand sich bis ca. 1966 auf dem Johannisplatz in Nähe des Grassi-Museums. Sein Schöpfer sowie sein Verbleib sind unbekannt. | 1954                                 |
| | „Fünf Fahrradfahrer“                                                              | Leverkusen                    | Fünf Holzskulpturen einer Radfahrerfamilie von Peter Nettesheim. Die Gruppe fährt im Leverkusener Neuland-Park. Die fünf Fahrradfahrer waren der Beitrag Nettesheims zum Künstlersymposium "Neuland entdecken". Die Idee kam ihm, weil er selbst als begeisterter Radfahrer die Gegend schon oft abgefahren ist. Nettesheim beschreibt seine Kunst so: „Die Holzfiguren sollen als mobile Skulpturen wahrgenommen werden. Die Figurengruppe zeigt räumliche Korrespondenzen untereinander, dabei wird der Gegensatz zwischen den dargestellten Personen und den technoiden Formen der Fahrradskulpturen hervorgehoben. Die Farbgestaltung nimmt Bezug auf die Farbenvielfalt der Landesgartenschau. Das Thema Fahrradfahrer enthält den Hinweis auf die Nähe zum Radweg in der Rhein- und Dhünnaue.“ | 2005                                 |
| |                                                                                   | Mannheim-Rheinau              | Ein Denkmal am Karlsplatz steht am Wendepunkt der ersten Testfahrt, die Karl Drais am 12. Juni 1817 mit seiner Laufmaschine unternahm |                                      |
| | Gedenktafel „Steile Wand“                                                         | Meerane                       | Am 16. August 2023 wurde die Gedenktafel an der „Steilen Wand“ von dem DDR-Radsportidol Täve Schur enthüllt. 17 Mal fanden hier Bergwertungen der Internationalen Friedensfahrt statt. | 2023                                 |
| | „Radsport am Nürburgring“                                                         | Nürburgring                   | |                                      |
| weitere Bilder | Kunstradsport-Denkmal                                                             | Oberaußem                     | Kunstradsport wird seit 1906 in Oberaußem groß geschrieben. Das Denkmal befindet sich an der Büsdorfer Straße in Bergheim-Oberaußem | 2013                                 |
| | „Dem Meisterfahrer Adolf Huschke“                                                 | Oranienburg-Sachsenhausen     | Am 26. August 1923 stürzte Adolf Huschke während des Rennens Rund um Berlin. Er erlitt einen schweren Schädelbruch und erlag am 28. August 1923 seinen Verletzungen. In der Nähe der Unfallstelle in Sachsenhausen bei Oranienburg wurde am 31. August 1924 ein Denkmal für ihn enthüllt, das heute noch erhalten ist, mit der Inschrift „Dem Meisterfahrer Adolf Huschke, der hier 32jährig, im Rennen Rund um Berlin am 26. August 1923 tödlich verunglückte, gewidmet von seinen Kameraden und Radsportfreunden.“ | 1924                                 |
| | Gedenkstein für Erich Schulz                                                      | Rollsdorf                     | Außerorts an der L2080 Richtung Langenbogen steht ein Gedenkstein für Erich Schulz, der dort bei der Friedensfahrt 1956 tödlich verunglückte. |                                      |
| |                                                                                   | St. Wendel                    | In einem Kreisel am Ortsrand steht eine Skulptur als Hommage an den italienischen Sprinter Mario Cipollini. (Abbildung) |                                      |
| | Bundesdenkmal des Bundes Deutscher Radfahrer                                      | Bad Schmiedeberg              | Im Kurpark von Bad Schmiedeberg befindet sich das 1923 aufgestellte Bundesdenkmal des Bundes Deutscher Radfahrer, gewidmet den im Ersten Weltkrieg gefallenen Vereinskameraden. |                                      |
| | Albert-Richter-Gedenkstein                                                        | Schwalbach am Taunus          | Albert Richter | 2022                                 |
| weitere Bilder | Rudi-Altig-Denkmal                                                                | Sinzig                        | Rudi Altig |                                      |
| |                                                                                   | Traben-Trarbach               | Im Ortsteil Traben steht ein Brunnen zu Ehren des Heimatforschers Dr. Ernst Wilhelm Spies, der darauf mit seinem Fahrrad abgebildet ist. (Abbildung) |                                      |
| weitere Bilder | König der Radfahrer                                                               | Tübingen                      | Skulptur am Rande der Tübinger Altstadt: Inschrift am Sockel: „kein geld den fürsten, alles geld den radfahrern“ (Abbildung) |                                      |
| weitere Bilder |                                                                                   | Witten                        | An der zum Radweg umgebauten Bahntrasse Rheinischer Esel stehen auf Höhe des ehem. Bahnhofs Witten-Annen Süd drei Skulpturen, die die Bandbreite des Radfahrens darstellen: einen Rennradler, eine Freizeitradlerin mit Hund im Korb sowie ein Hochrad aus dem 19. Jahrhundert |                                      |
| weitere Bilder | Fahrrad vor der „Freundschaftslinde“                                              | Wuppertal                     | „Diese Freundschaftslinde pflanzten Menschen aus Wuppertal wie den Partner- und befreundeten Städten am 31. Juli 2003 zu Beginn ihrer Freundschaftstour mit dem Fahrrad nach Berlin. Der Grüne Weg e.V. Mit dem Fahrrad zur Partnerstadt.“ Das Fahrrad wurde von Auszubildenden der Vorwerk Elektrowerke entwickelt und hergestellt. Die Räder tragen die Namen von Wuppertaler Partner- und befreundeten Städten: Legnica, Beʾer Scheva, Berlin-Schönefeld, Kosice, Jekaterinburg, Saint-Étienne, South Tyneside, Matagalpa, Schwerin. Auf den Reifen steht das Motto des Vereins: „Grenzen überwinden, Menschen begegnen, Kultur erfahren, Freundschaften schließen, Städtepartnerschaft pflegen“                                                                                                  | 2003                                 |
| weitere Bilder | Gedenkstein Amy Gillett                                                           | nahe Zeulenroda               | An der Landstraße L 1087 zwischen Zeulenroda und Wenigenauma steht ein Gedenkstein für die australische Radrennfahrerin Amy Gillett, die beim Training für die Thüringen-Rundfahrt bei einem Verkehrsunfall getötet wurde, ihre Trainingskolleginnen verletzt. |                                      |
| | Gedenktafel für „Rund um Berlin“                                                  | Zossen                        | Die Tafel an der Mittenwalder Straße in Zossen erinnert an die Erstaustragung des ältesten deutschen Radrennens „Rund um Berlin“, das mit Unterbrechungen von 1896 bis 2008 ausgetragen wurde. | 2019                                 |

- Karte mit allen Koordinaten der Fahrrad-Denkmäler:
- OSM |
- WikiMap